# Sant Pere de Casserres

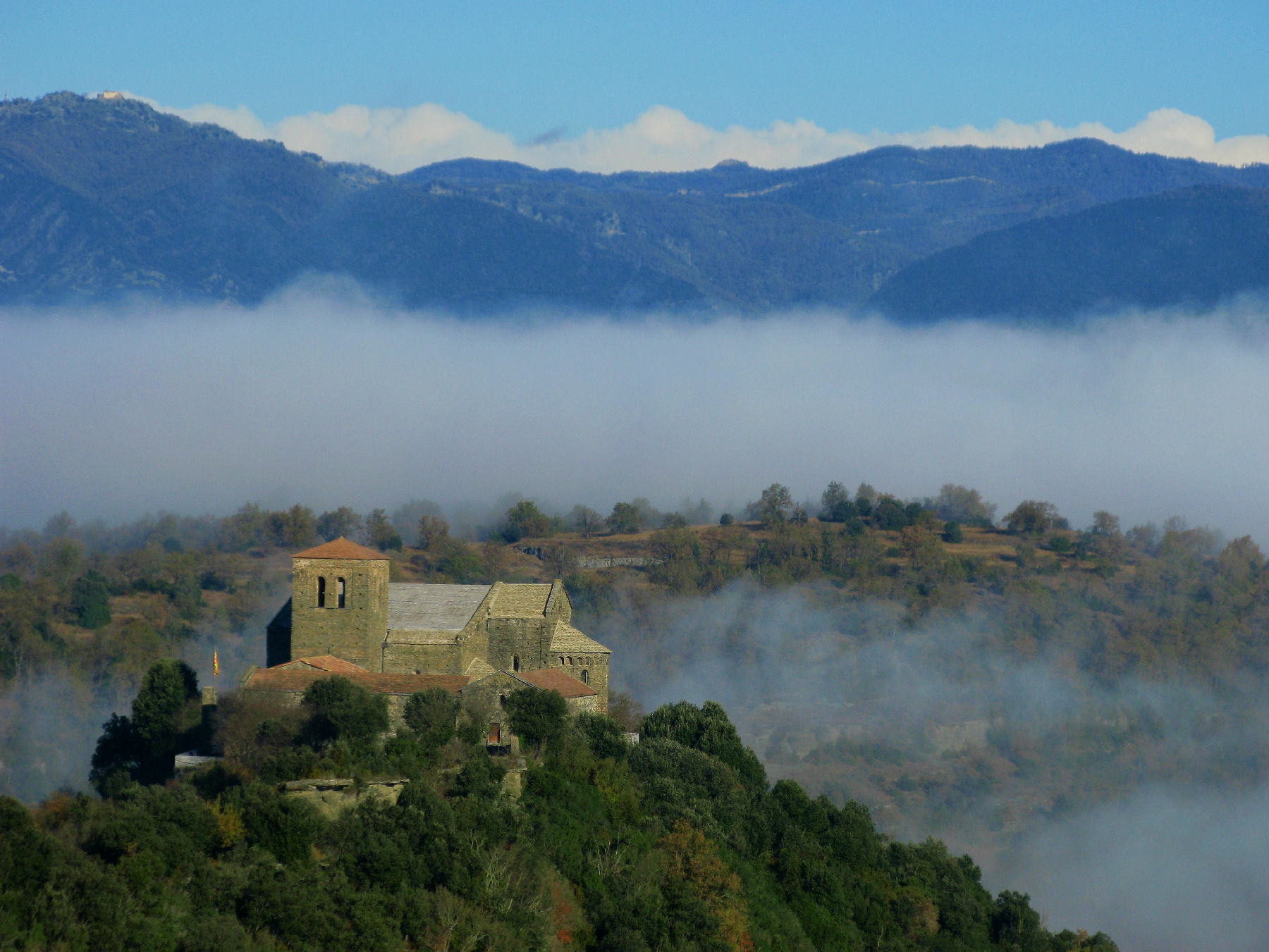
Sant Pere de Casserres

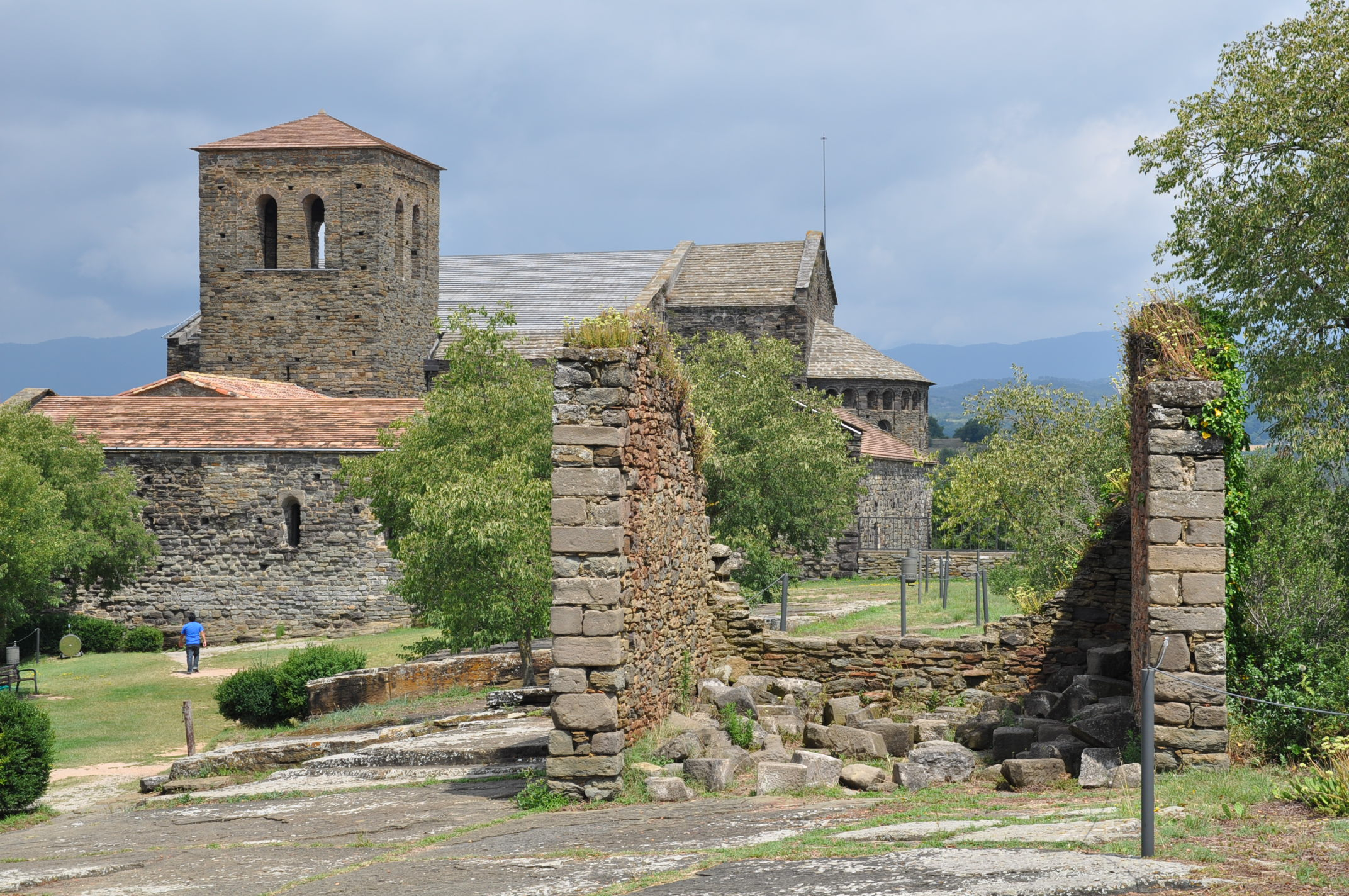
Sant Pere de Casserres

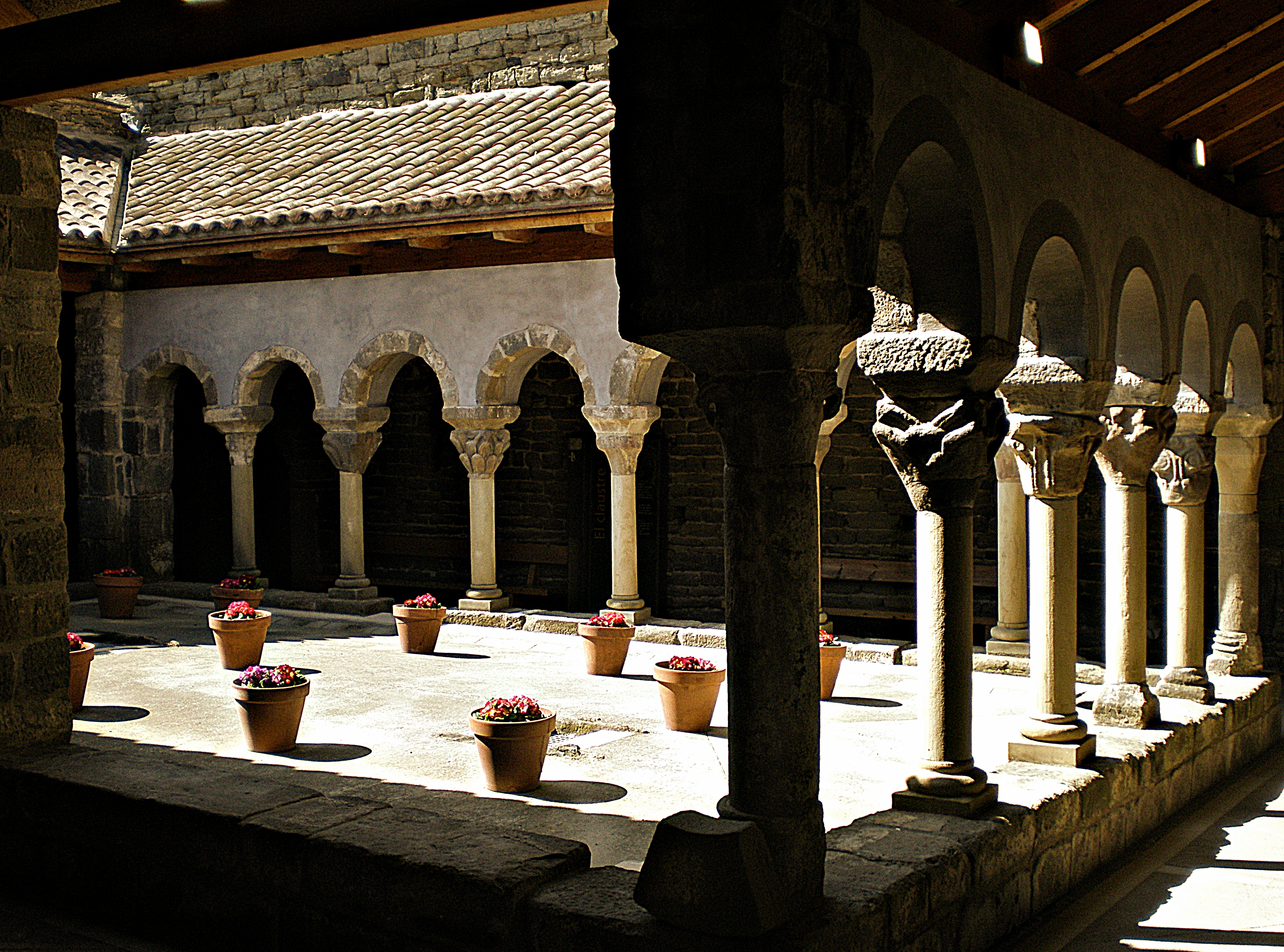
Kreuzgang

Sant Pere de Casserres ist ein ehemaliges Benediktinerkloster aus dem 11. Jahrhundert in der Nähe der Stadt Vic. Es gehört zur Gemeinde Les Masies de Roda in der Comarca Osona der autonomen Region Katalonien und liegt auf einem schmalen Felssporn über dem Stausee Pantà de Sau, den der Fluss Ter bildet.

## Geschichte
Im Jahr 898 wird zum ersten Mal eine Burg an der Stelle des späteren Klosters erwähnt. 972 gab es bereits eine dem Patrozinium Apostel Petrus unterstellte Kirche. Im Jahr 1006 erwarb die Gräfin Ermetruit von Osona-Cardona vom Grafen Raimund Borrell von Barcelona das Gut Casserres und gründete mit ihrer Schwiegertochter Enúnica ein Kloster, das ebenfalls Petrus gewidmet war. Bereits für das Jahr 1012 ist ein Abt mit dem Namen Acfred überliefert, 1053 wurde die Abteikirche geweiht. Das Kloster wurde zur Grablege der Gründer und anderer Adelsfamilien der Umgebung, die ihm Schenkungen zukommen ließen. Es diente auch als Alterssitz alleinstehender Damen, die dem Kloster ihr Vermögen vererbten, um dafür beim Sterben begleitet zu werden. Da sehr bald weniger als 12 Mönche im Kloster lebten, wurde es 1060 zum Priorat herabgestuft. Im Jahr 1079 wurde das Kloster der Benediktinerabtei von Cluny unterstellt und zum Verwaltungszentrum der Besitztümer Clunys in Katalonien.
Ab dem 14. Jahrhundert wurde es Kommende und der Prior wurde von den Königen von Aragón eingesetzt. Der erste dieser eingesetzten Priore war Pedro de Luna, der spätere Papst Benedikt XIII., der als Gegenpapst in Avignon und Peñíscola residierte. Konflikte mit dem Bischof von Vic, Erdbeben und Bevölkerungsrückgang führten zum Verfall des Klosters. Zu keiner Zeit lebten mehr als 12 oder 13 Personen im Kloster und Ende des 15. Jahrhunderts gab es nur noch zwei Mönche.
1572 wurde das Priorat dem Jesuitenkolleg von Bethlehem in Barcelona unterstellt, zu dem es bis zur Aufhebung des Jesuitenordens durch Karl III. im Jahr 1767 gehörte. Danach war die Anlage in Privatbesitz, bis sie 1991 von der Kreisverwaltung von Osona gekauft wurde. 1994 bis 1998 erfolgte die Restaurierung.

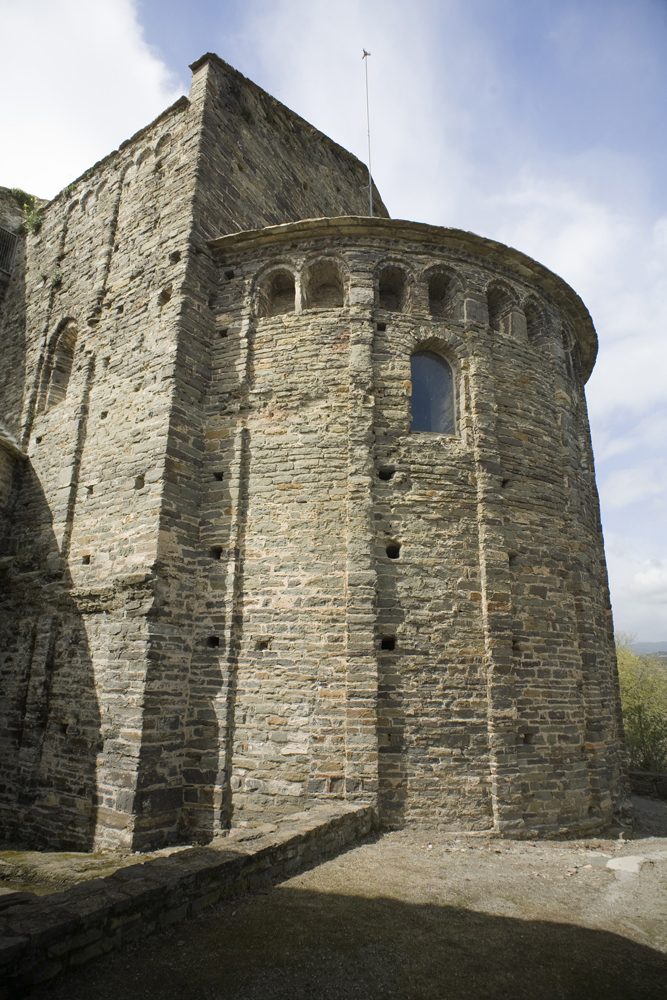
Kirche

## Kirche
Die Kirche Sant Pere besitzt einen quadratischen Grundriss und drei Schiffe, die durch zwei kreuzförmige Pfeiler getrennt sind. Alle drei Schiffe haben ein Tonnengewölbe und enden in halbrunden Apsiden, die von Vierteltonnen überwölbt sind. Stellenweise sind noch Reste der Bemalung zu sehen. An den Außenwänden weisen die Absiden lombardische Dekorationselemente wie Lisenen und Blendarkaden auf.

## Glockenturm
Der quadratische Glockenturm hat ein Pyramidendach und nur zwei Stockwerke. Das obere Stockwerk besitzt auf jeder Seite zwei Rundbogenfenster.

## Kreuzgang
Der Kreuzgang wurde Ende des 11. Jahrhunderts errichtet und ist dem Kreuzgang des Klosters Santa Maria de l’Estany ähnlich. Er wurde nach einem Erdbeben im 15. Jahrhundert mit ursprünglichen Säulen und Kapitellen wiederaufgebaut. Die Kapitelle weisen pflanzliche und geometrische Motive auf.

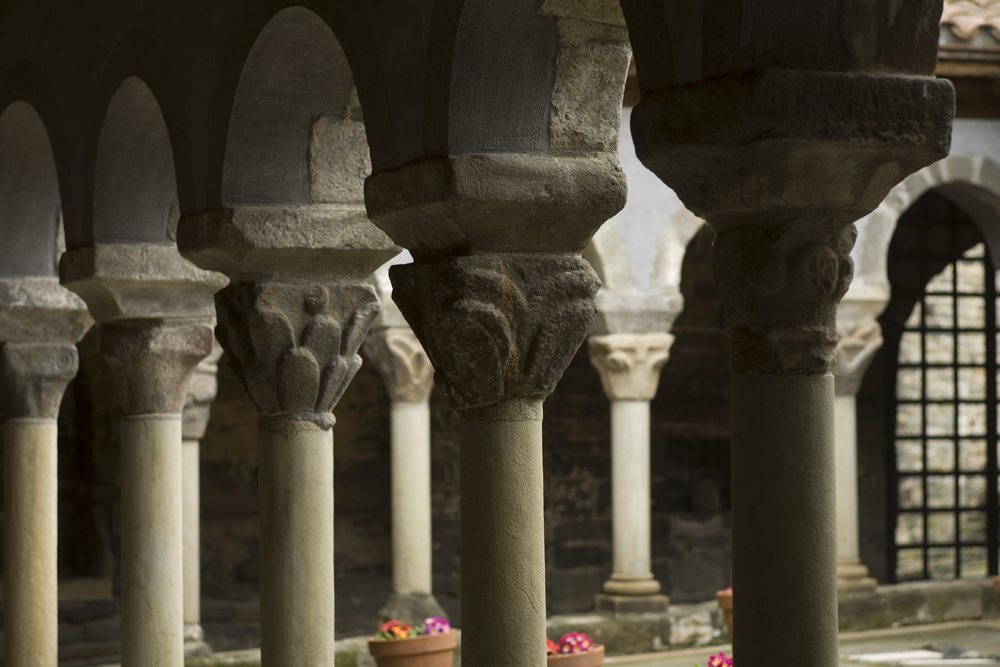
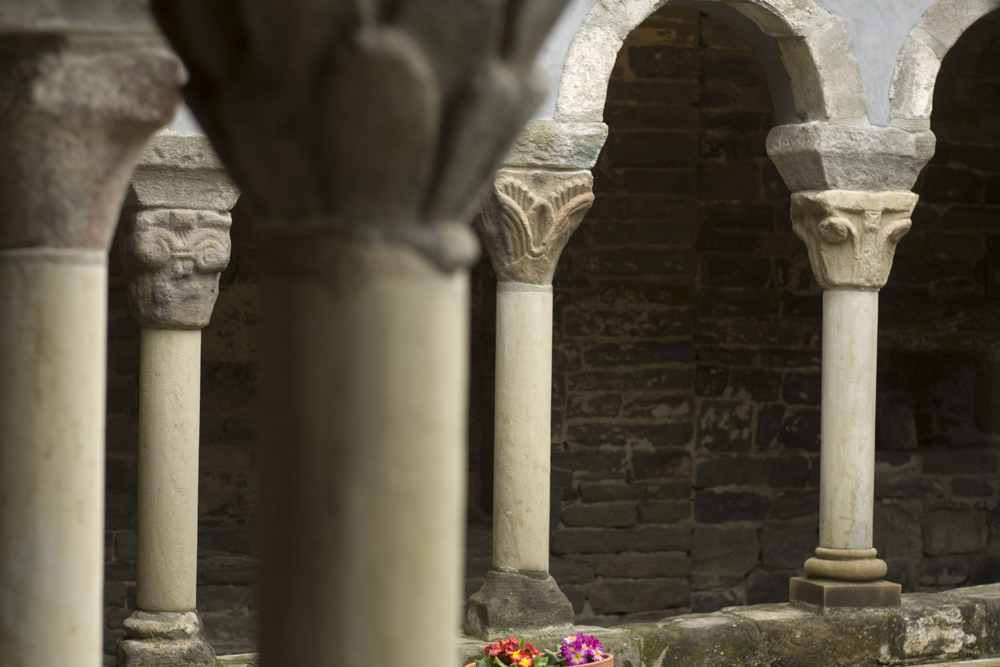
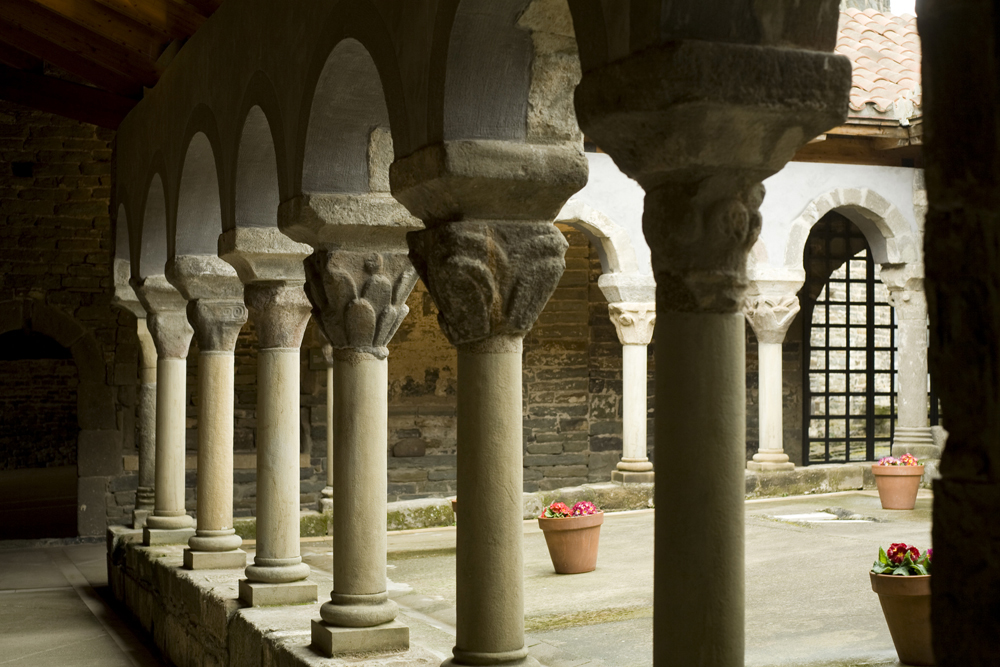
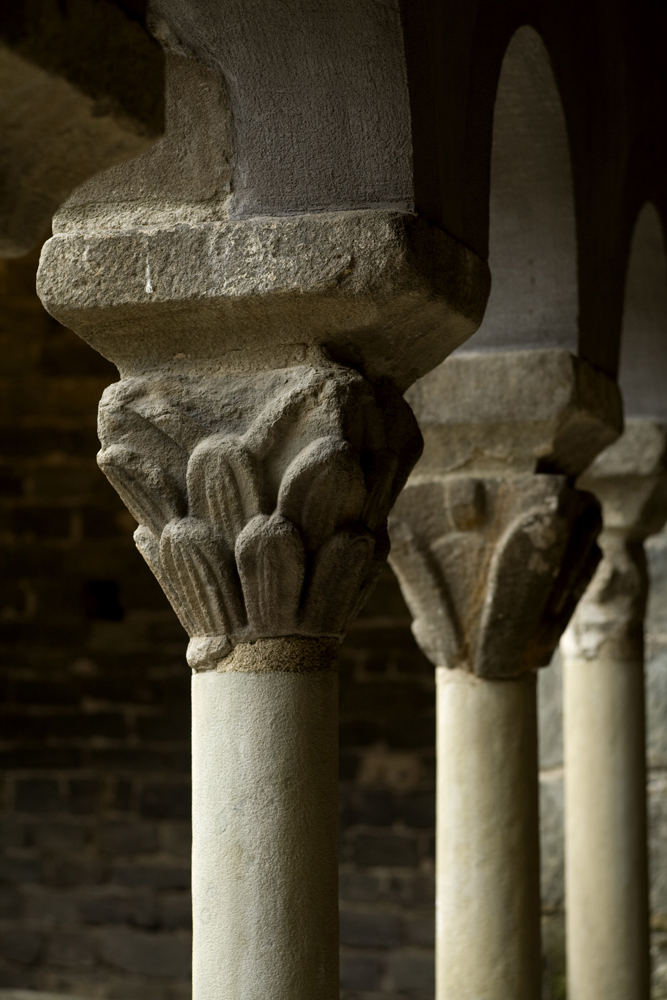

## Legende
Nach einer Legende wurde das Kloster über dem Grab eines Kindes aus dem Haus der Grafen von Cardona errichtet, das bereits drei Tage nach seiner Geburt sprechen konnte und vorhersagte, dass es nach dreißig Tagen sterben würde. Es befahl, dass sein Körper auf ein Maultier gebunden werden sollte und dort, wo sich das Maultier niederlassen würde, ein Kloster gebaut und dem Apostel Petrus gewidmet werden sollte. Im Kloster sind die Reste eines mumifizierten Kindes erhalten, die von den Bewohnern der Region als Reliquien verehrt und denen übernatürliche Kräfte zugesprochen wurden. In Zeiten großer Trockenheit wurde die Urne mit den sterblichen Überresten des Kindes in einer Prozession zum Ter geführt.

## Liste der Äbte
- 1012 Acfred
- Ameli
- Isarn
- 1051 Bonfill